# خانه قدیمی وهاب‌زاده
خانهٔ قدیمی وهاب‌زاده؛ نام خانه‌ای تاریخی مربوط به اواخر دورهٔ قاجار - اوایل دورهٔ پهلوی است و در شهرستان مشهد، شهر مشهد، خیابان خاکی، کوچهٔ آخوند خراسانی ۹، کوچهٔ سینما آسیا، پلاک ۷۳ واقع شده و این اثر در تاریخ ۶ مهر ۱۳۸۴ با شمارهٔ ثبت ۱۳۴۲۲ به‌عنوان یکی از آثار ملی ایران به ثبت رسیده‌است.